# Waldron (Arkansas)
Waldron is een plaats (city) in de Amerikaanse staat Arkansas, en valt bestuurlijk gezien onder Scott County.

## Geschiedenis
De stichter van Waldron is William Grandison Featherston, die in 1832 met zijn moeder, vrouw en vier kinderen naar het gebied verhuisde en er een taveerne opende. In 1838 werd een postkantoor opgericht met de naam Poton Valley en Featherston werd de eerste postmeester van het dorp. In 1843 nam Featherstons broer Edward het postkantoor over en verplaatste het iets verder naar het noordoosten. Vanaf dat moment stond de nederzetting bekend als Winfield. In 1845 verkocht W. G. Featherston een stuk land aan landmeter W. P. Waldron en de nederzetting die op dit stuk land was gesticht werd op 17 december 1852 als stad opgenomen onder de naam Waldron.

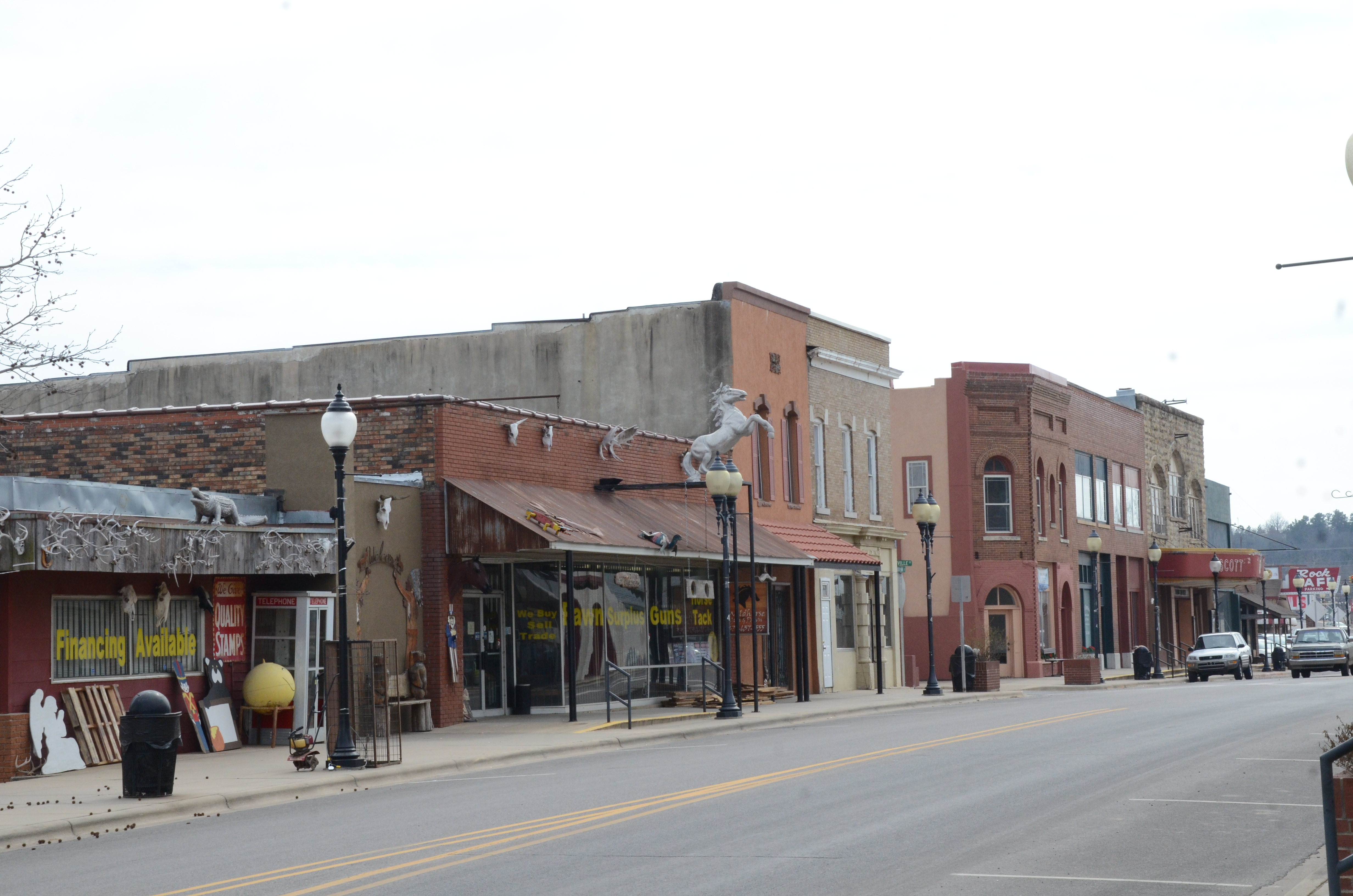
Waldron Commercial Historic District

De inwoners van de nieuwe stad leefden voornamelijk van de landbouw, met name de verbouw van katoen en graan. Kort na de stichting van de stad werden in Waldron een korenmolen en een houtzagerij, alsmede verschillende hotels gevestigd. Tijdens de Amerikaanse Burgeroorlog werd Waldron verschillende keren verwoest door troepen die op doorreis waren. Op 11 september 1863 en 6 oktober 1863 vonden in de stad gevechten plaats tussen de legers van de Unie en de Geconfedereerde Staten. Naarmate de oorlog vorderde, werd Waldron een omstreden strategische basis, met verdere schermutselingen tussen Geconfedereerde troepen en de 2de Kansas cavalerie op 29 december 1863. Op 22 maart 1864 werd Waldron geëvacueerd, de stad was toen bijna volledig verwoest. Na het einde van de oorlog ontwikkelde Waldron zich tot een wetteloze stad; tussen 1873 en 1879 werden alleen al in Waldron meer dan 30 moorden gepleegd.
Aan het begin van de 20e eeuw kende Waldron een sterke bevolkingsgroei. In 1903 werd de Kansas City Southern Railway lijn naar Waldron voltooid, waardoor de stad een belangrijk handelscentrum in de regio werd. In 1920 waren in Waldron een bank, een conservenfabriek, een graanmolen, een steenbakkerij en een limonadefabriek gebouwd en beschikte het 918 inwoners tellende stadje over elektriciteit. In 1930 werd een bioscoop geopend in het centrum van Waldron. Eveneens in de jaren '30 werden de hoofdstraten van Waldron geplaveid en schakelde de stad over op de riolering.
In 1941 werd ten zuidwesten van Waldron een kleine commerciële luchthaven gebouwd, die in 1967 werd uitgebreid. Eveneens in de jaren zestig werd in Waldron een pluimveebedrijf gevestigd, dat nu eigendom is van het levensmiddelenbedrijf Tyson Foods en de grootste werkgever van de stad is.

## Demografie
Bij de volkstelling in 2000 werd het aantal inwoners vastgesteld op 3508. In 2006 is het aantal inwoners door het United States Census Bureau geschat op 3623, een stijging van 115 (3.3%).

## Geografie
Volgens het United States Census Bureau beslaat de plaats een oppervlakte van
13,0 km², waarvan 12,9 km² land en 0,1 km² water. Waldron ligt op ongeveer 224 m boven zeeniveau.

## Bezienswaardigheden
Verschillende gebouwen in Waldron zijn opgenomen in het National Register of Historic Places.
Het eerste gebouw in Waldron dat is opgenomen in het National Register of Historic Places is de Mount Pleasant Methodist Church, gebouwd in 1891 op grond die was geschonken door landbouwer Joseph Self. De kerk is een witgeschilderde houten structuur.
Het oude Scott County Courthouse werd in 1934 gebouwd en is een gebouw van twee verdiepingen in art deco stijl. Het huis werd ontworpen door het architectenbureau Bassham & Wheeler uit Fort Smith, en de bouw werd gefinancierd door de Works Progress Administration. Het gebouw vervangt het oude Scott County Administration Building, dat in een brand werd verwoest.
Andere bezienswaardigheden in Waldron zijn het Poteau Work Center en het bijbehorende woonhuis, het C.E. Forrester House, en de oude Scott City County Jail. Verschillende gebouwen in het centrum van Waldron zijn gegroepeerd in het Waldron Commercial Historic District.

## Plaatsen in de nabije omgeving
De onderstaande figuur toont nabijgelegen plaatsen in een straal van 40 km rond Waldron.